# Feliks Nowosielski

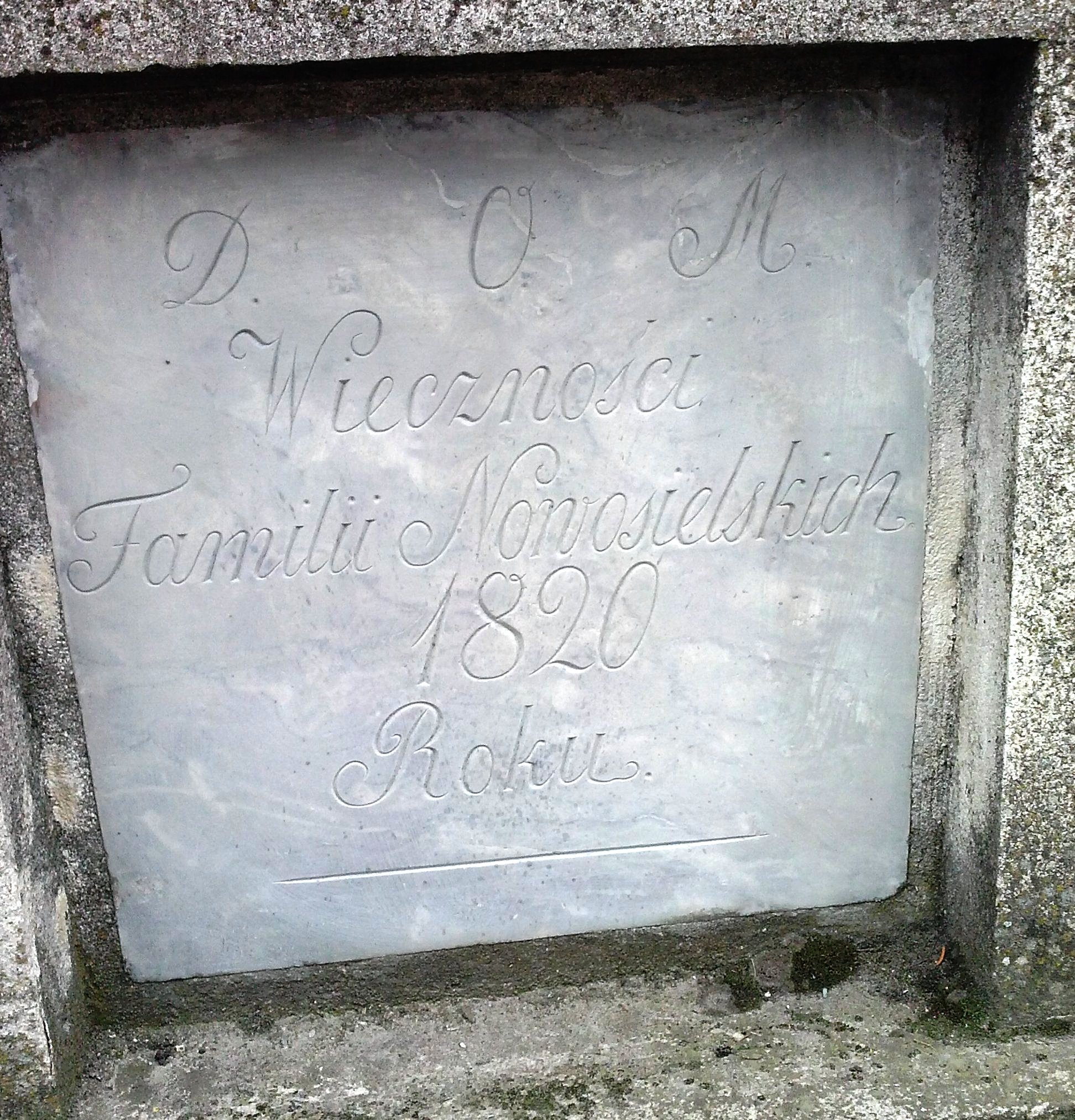
Inskrypcja na obelisku Familii Nowosielskich w Brwinowie

Feliks Nowosielski (ur. 20 listopada 1800 w Brwinowie, zm. 22 kwietnia 1864 w Londynie) – polski szlachcic, przywódca szturmu na Arsenał, bitwy o Olszynkę Grochowską oraz obrony Woli. Kawaler Złotego Krzyża Virtuti Militari. Polityk o poglądach Chrześcijańskiej demokracji, na uchodźstwie mieszkał w Szwajcarii, Włoszech, Niemczech, Francji, Wielkiej Brytanii.

## Rodowód
Feliks był synem Pawła Nowosielskiego (1769-1829), Rządcy Dóbr brwinowskich, majora Insurekcji kościuszkowskiej i brwinowskiej hrabiny Julianny Osieckiej (1766-1813). Wnuk Sebastiana z arystokratycznej familii Nowosielskich herbu Ślepowron (1745-1820) oraz Zofii z Górskich Nowosielskiej (1708-1816) żyjącej 108 lat, bratankiem Jana Nowosielskiego (1746-1811) z Bolimowa zamieszkałego dziedzicznie w Nowosielcach na Podlasiu – Ekonoma Wielkiego.

## Rodzeństwo
We wczesnej młodości Feliks spędzał czas z pięciorgiem rodzeństwa wychowując się w rodzinnej dworskiej atmosferze w Brwinowie razem z Andrzejem Nowosielskim (1805-1831), Porucznikiem Powstania Listopadowego Wojsk Polskich Pułku Pierwszego Strzelców Pieszych, zastrzelonym w wieku 26 lat podczas walk powstańczych na ul. Miodowej w Warszawie w dniu 30 września 1831, oraz Adolfem Janem Nowosielskim, młodym aplikantem Komisji Rządowej Wojny, dowódcą powstania styczniowego, żonatym od 16 stycznia 1827 z Weroniką Teofilią Zuzielewicz w Nieborowie. Feliks posiadał dwie siostry: Juliannę (ur. 1799, zm. 17 marca 1820) oraz młodszą Franciszkę Michalinę (ur. 19 września 1808), wszyscy z pochodzili od małżeństwa Pawła i Julianny Nowosielskich.

## Życiorys
Feliks dorastał w dworskiej atmosferze w bliskiej okolicy parafii św. Floriana na terenie obecnego miejskiego parku brwinowskiego. Podczas zaborów w 1814 roku został wysłany przez rodziców do elitarnej szlacheckiej szkoły wojskowej korpusu kadetów, którą ukończył po czterech latach.
Feliks Nowosielski kontynuował studia, a po ich ukończeniu objął obowiązki adiunkta w Zimowej Szkoły Artylerii – Szkoły Podchorążych w Warszawie. Od 3 stycznia 1829 roku kapitan Feliks Nowosielski współtworzył Sprzysiężenie Wysockiego, tajny związek kilkunastu osób pochodzących ze szkoły podchorążych w Warszawie. W tym czasie razem z kapitanem Piotrem Wysockim, zatwierdzał organizację wystąpienia zbrojnego Nocy Listopadowej według planu przedłożonego przez Kazimierza Małachowskiego przy współpracy z hr. Andrzejem Bernardem Potockim, hr. Tytusem Działyńskim oraz Józefem Gurowskim.
Rozpoczynając organizację pierwszych warszawskich potyczek nocą z 29 na 30 listopada 1830 zachęcał kształconych przez siebie żołnierzy do udziału w walce powstania listopadowego przeciwko wodzowi naczelnemu wojsk Królestwa Polskiego i dowódcy sił rosyjskich stacjonujących w zachodnich guberniach Rosji, wielkiemu księciu Konstantemu. Dowodził w wielu potyczkach powstania listopadowego, uczestniczył w stawianiu mostu w mieście Ostrołęka nieopodal Twierdzy Modlin, w której stacjonowały jego wojska. Pod przywództwem Feliksa Nowosielskiego batalion Wojsk Inżynieryjnych Saperów zdobył warszawski Arsenał.
Rankiem 6 września 1831 kapitan Nowosielski pełnił obowiązki zwierzchnika i kierował wydarzeniami fortyfikacji Reduty 54. Posiadał dwie kompanie piechoty z dwoma oficerami. W ostatniej chwili to kapitan Feliks Nowosielski wysadził Redutę 54, był i jest pierwowzorem mylnie opisanego bohatera przez Adama Mickiewicza w wierszu – fikcji literackiej pt. Reduta Ordona. Według relacji świadka koronnego generała Lewińskiego to właśnie Feliks wysadził redutę w powietrze, kładąc trupem kilkudziesięciu Rosjan, za co został uhonorowany Orderem Złotego Krzyża Virtuti Militari.
Manifest carski opublikowany w 1832 r. zawierał listę zdrajców skazanych na karę śmierci przez cara Rosji. Feliks Nowosielski został skazany na karę śmierci przez powieszenie na szubienicy lub wygnanie na zawsze z Królestwa Polskiego. Po upadku powstania był ścigany przez carską tajną policję w odwecie zemsty spalono dwór Nowosielskich w Warszawie. W dniu 5 października kapitan Nowosielski musiał emigrować. Najpierw do Prus, potem do Szwajcarii, gdzie zamieszkał w Bernie.
W dniu 12 maja 1834 Feliks Nowosielski, Karol Stolzman, Franciszek Gordaszewski, Konstanty Zaleski i Józef Dybowski zawiązali Komitet Młodej Polski – szwajcarską organizację z siedzibą Bernie, działającą na rzecz odzyskania suwerenności Polski. Komitet został rozdzielony 11 listopada 1834 roku na dwie sekcje: emigracyjną Konstantego Zaleskiego, Walentego Zwierkowskiego i Waleriana Pietkiewicza, która miała się trudnić rozszerzaniem związku we Francji, oraz drugą, którą tworzyli Nowosielski, Stolzman, Dybowski. Wybrali oni Młodą Polskę przy Komitecie Centralnym Młodej Europy w Szwajcarii. Jeszcze później, w lutym 1835, utworzono w tym Komitecie dwa wydziały: krajowy i emigracyjny. Ostatecznie w miejsce wszystkich Komitetów w grudniu 1835 wybrano Komitet Stały, który tworzyli: Joachim Lelewel, Walenty Zwierkowski, W. Pietkiewicz, Karol Stolzman, Andrzej Gawroski, Karol Królikowski. W tym samym roku Feliks Nowosielski opuścił Szwajcarię i udał się do Włoch.
Był bliskim przyjacielem Giuseppe Mazziniego. Po długotrwałych rokowaniach w dniu 27 listopada 1833 r. została podpisana umowa regulująca kwestię uczestnictwa Polaków w powstaniu Włoch. Stosując się do jej mocy, Polacy uczestniczyli w późniejszej rewolucji Wiośnie Ludów zorganizowanej przez Giuseppe Mazziniego przeciwko nieporadnym, nieudolnym i lekkim rządom Ferdynanda II Burbona. Ze strony polskiej osobami podpisującymi byli: Feliks Nowosielski, Karol Stolzman i Franciszek Gordaszewski. Polacy zamierzali walczyć o wolność Italii pod własnym sztandarem jako zawiązek legionu narodowego. 
Powstańcy Młodej Europy pod hasłem zjednoczenia ziem włoskich szybko rozpoczęli walkę o wyzwolenie spod panowania austriackiego. Poparcia udzielił im Karol Albert. Powstanie jednak szybko upadło pod Novarą, wskutek czego Feliks stracił nadzieję i wiarę na szybkie odzyskanie niepodległości przez Polskę.
Podczas pobytu na wyspie Jersey napisał i samodzielnie wydał w Drukarni Powszechnej przy Dorset Street książkę zatytułowaną O kształceniu serca opisał w niej obowiązki Polaka wobec ojczyzny, konieczność pracy nad własnym charakterem, umacnianiu w sobie cech decydujących o sile narodu.
W dniu 1 lutego 1863 roku w Londynie z inicjatywy radykalnych demokratów została utworzona nowa organizacja pod nazwą Delegacja Emigracji Polskiej, założycielami były następujące osoby: Feliks Nowosielski, Ludwig Oborski, Konstanty Bobczyński, Robert Lublinski. Instytut zajmował się wspieraniem ojczyzny, poszukiwaniem fundatorów i filantropów do realizacji celów statutowych. Delegacja Emigracji Polskiej  wysyłaniem emigrantów z Anglii do walki o wolność Polski. Założyciele wystosowali odezwę wzywającą społeczeństwo angielskie do poparcia akcji. Wkrótce kilka dzienników angielskich wsparło zbiórkę składek. Podobnie postąpił Komitet Naczelny Zjednoczonej Emigracji Polskiej w Paryżu, publikując w prasie wezwanie do społeczeństwa francuskiego. Dzięki uzyskanej aprobacie i zebranym funduszom Feliks Nowosielski pod koniec życia organizował zakup broni, amunicji oraz ochotników na potrzeby walki powstania styczniowego. Mieszkał w hrabstwie Middlesex. Zmarł w Londynie, pochowany na Highgate Cemetery, Swain’s Lane N6 6PJ w grobie wieczystym na wzgórzu Orła Białego.

## Twórczość
- Felix Nowosielski, O kształceniu serca – cieniom Klaudji Potockiej z hr. Działyńskich, Jersey, St. Helier, Drukarnia Powszechna, 1853[14].
- Felix Nowosielski, Kilka słów do braci przechylających opinię za działaniami Czartoryskiego, Londyn, 1839. Publikacja : Paryż, Narodowa Biblioteka Francji: impr. de Baudouin.
- Feliks Nowosielski, Józefat Bolesław Ostrowski i jego przekonania[15], Bruksela 1841.

## Zabytki

### Pomnik Nowosielskich w Brwinowie
Monument wpisany do rejestru zabytków w postaci obelisku z 1820 roku upamiętniający familię Nowosielskich znajduje się na terenie parafii św. Floriana w Brwinowie przy ul. Biskupickiej 2. W brwinowskim parku ok. 1760 roku został wybudowany w stylu staropolskim dwór pod adresem ul. Dworskiej 1. Najstarszy zabytek Brwinowa rodziny Nowosielskich spłonął w 2010 roku. W drugiej dekadzie XXI wieku pozostały XIX wieczne zdjęcia dworu na tle parku oraz drewnianego kościoła Św. Floriana.

## Upamiętnienie

### 150. rocznica śmierci Nowosielskiego
Radni Brwinowa na sesji 30 grudnia 2013 zdecydowali o nadaniu imienia Feliksa Nowosielskiego nowemu rondu u zbiegu ulic Granicznej i Pruszkowskiej w Brwinowie. W roku 2014 zorganizowano cykl obchodów upamiętniających zasługi Feliksa oraz rodziny H.S.H. Nowosielskich. Wieczorem 23 kwietnia ukazało się oficjalne, jubileuszowe zdjęcie rodziny pod odsłoniętą upamiętniającą tablicą. Zdjęcia autorstwa Polskiej Agencji Prasowej zostały wykonane z najbliższą rodziną Feliksa w przy nowo otwartym rondzie im. Nowosielskiego w sali kościoła Organistówka podczas prezentacji przygotowanej przez  Andrzeja Mączkowskiego oraz wybijania przez harcerzy medali z wizerunkiem popiersia. Po raz pierwszy światła jubileuszowe zapalono w Parafii Św. Floriana podczas koncertu Reprezentacyjnego Zespołu Artystycznego Wojska Polskiego o godz. O godz. 19:00 w brwinowskim kościele parafialnym (w którym Nowosielski także o godz. 19:00 został ochrzczony) została odprawiona msza święta z uroczystą oprawą. O godz. 19:50 na terenie przykościelnym, przy obelisku  rodziny Nowosielskich, zostały uroczyście złożone kwiaty przez radnych, burmistrza Arkadiusza Kosińskiego, komitet, który tworzyli przedstawiciele mieszkańców regionu Brwinów, członkowie Towarzystwa Przyjaciół Brwinowa i Towarzystwa Opieki nad Zabytkami oraz kilkoro radnych. Przewodniczącym komitetu został radny Henryk Tybuś. Na końcu kwiaty złożyli politycy oraz burmistrz Arkadiusz Kosiński a przede wszystkim obecni najbliżsi krewni rodziny Feliksa Nowosielskiego.   
Pierwsza oficjalna część obchodów zakończyła się o godz. 21:00. Całoroczne uroczystości związane ze 150. rocznicą śmierci Feliksa Nowosielskiego odbyły się przy udziale Polskiej Agencji Prasowej oraz pod honorowym patronatem Prezydenta Rzeczypospolitej Polskiej Bronisława Komorowskiego.  

### Życiorys w postaci komiksu związany z 214 rocznicą urodzin Feliksa Nowosielskiego
W 214 rocznicę urodzin Feliksa Nowosielskiego wydano komiks poświęcony Feliksowi Nowosielskiemu. Jego wykonanie powierzono młodym osobom: autor rysunków Dominik Mickiewicz, scenariusz opracowała Isadora Mickiewicz. Premiera komiksu odbyła się 20 listopada 2014 r. w auli Liceum Ogólnokształcącego w Brwinowie. O staraniach zmierzających do upamiętnienia historii mówili przewodniczący społecznego komitetu obchodów Henryk Tybuś oraz burmistrz Arkadiusz Kosiński. Wszyscy uczestnicy spotkania mogli otrzymać go bezpłatnie, porozmawiać z twórcami i zebrać pamiątkowe autografy. Uroczystość uświetnił pianista Łukasz Nagórka, który wykonywał utwory doskonale komponujące się z czytaniem fragmentów komiksu, przygotowanym przez uczniów LO. Książeczkę „Przez ciąg życia... Rzecz o Feliksie Nowosielskim” można było otrzymać również podczas uroczystości w dniu 29 listopada z okazji 184. rocznicy wybuchu powstania. 